# Distriktsrabbinat Wallerstein
Das Distriktsrabbinat Wallerstein entstand nach den Vorschriften des bayerischen Judenedikts von 1813 in Wallerstein, einer Marktgemeinde im schwäbischen Landkreis Donau-Ries in Bayern.  
Im 19. Jahrhundert war das Distriktsrabbinat Wallerstein zuständig für alle jüdischen Gemeinden im bayerischen Ries. Nach Rückgang der Zahlen jüdischer Gemeindemitglieder durch Ab- und Auswanderung seit Mitte des 19. Jahrhunderts wurde der Rabbinatsbezirk Wallerstein vom Rabbiner in Ichenhausen mitbetreut und nicht mehr besetzt.
David Weißkopf erhielt nach 1857 die Amtsvertretung für das vakante Distriktsrabbinat Oettingen, was 1860 zur Zusammenlegung der beiden Rabbinate Wallerstein und Oettingen führte. Nach Marx Michael Kohns Tod plädierten sämtliche jüdischen Gemeinden gegen eine Wiederbesetzung des Wallersteiner Rabbinats. Stattdessen entschloss man sich für den vorläufigen Anschluss an das Distriktsrabbinat Ichenhausen unter Aron Cohn. Nur Hainsfarth wandte sich dem Distriktsrabbinat Schwabach unter dem orthodoxen Rabbiner Löw Wissmann zu.  

## Aufgaben
Die Aufgaben umfassten Beratungen über Schulangelegenheiten, die Verwaltung von Stiftungen und die Verteilung von Almosen. Zur Finanzierung der Distriktsrabbinate wurden Umlagen von den einzelnen jüdischen Gemeinden bezahlt.

## Gemeinden des Distriktsrabbinats
Nach 1860:
- Jüdische Gemeinde Ederheim
- Jüdische Gemeinde Hainsfarth
- Jüdische Gemeinde Harburg
- Jüdische Gemeinde Kleinerdlingen
- Jüdische Gemeinde Mönchsdeggingen
- Jüdische Gemeinde Mönchsroth
- Jüdische Gemeinde Nördlingen (seit 1871)
- Jüdische Gemeinde Oettingen
- Jüdische Gemeinde Steinhart
- Jüdische Gemeinde Wallerstein

## Distriktsrabbiner
- ab 1841: Wolf Rothenheim (* 1801 in Wallerstein)
- 1847 bis 1882: David Weißkopf (* 1798 in Gunzenhausen; gest. 1882 in Kleinerdlingen)
- 1882 bis 1888: Marx Michael Kohn (* 1826 in Kleinerdlingen; gest. 1888 Kleinerdlingen)